# Sainte-Marguerite-sur-Mer (Manche)
Pour les articles homonymes, voir Sainte-Marguerite.
Sainte-Marguerite (mentionné également avec les suffixes -sur-Mer ou -près-la-Mer) est une ancienne commune de la Manche. Elle fusionne avec Bricqueville-les-Salines en l’an III de la République pour former Bricqueville-sur-Mer.

## Géographie
La paroisse de Sainte-Marguerite se trouvait au Nord du bourg de Bricqueville.

## Histoire
Au XIVe siècle, le seigneur de Chanteloup, le seigneur Jean Paynel, le seigneur Jean de Beau-Manoir et Nicolas Murdach se présentaient tous comme patrons de Sainte-Marguerite-sur-Mer.
Le dernier curé de Sainte-Marguerite a été l'abbé Le Buffe, qui, à l'assemblée des trois ordres du grand bailliage de Cotentin, en 1789, se fit représenter par Lerond, curé de bricqueville-sur-Mer. Le fief de Sainte-Marguerite avait dépendu du comté de Mortain. On lit dans un aveu de l'année 1327 : « Jehan de Beaumont, chevalier, tient une vavassorie en parage de M. Jehan Tesson à Sainte-Marguerite-sur-la-Mer et vaut de revenus 25 livres tournois. »,

## Administration
| Période | Période | Identité | Étiquette | Qualité |
| --- | ------- | -------- | --------- | ------- |
| Une partie des données est issue de liste établie par issue de l'ouvrage "601 communes et lieux de vie de la Manche" |         |          |           |         |

## Démographie
| 1793 | - | - | - | - |
| ---- | - | - | - | - |
| 258  | - | - | - | - |

## Lieux et monuments
- Église Sainte-Marguerite tombait déjà en ruine en 1854. Dans son Annuaire du département de la Manche[1], on parle d'une « église, qui n'offre aucun intérêt, a la forme d'un carré oblong. [...] Le chœur et la nef sont voûtés en bois, et leurs fenêtres sont à simples ogives. Le mur absidal est droit, et percé de deux lancettes étroites, divisées par un meneau. La tour, placée à l'entrée de l'église, est carrée, et se termine par un petit toit à double égout. Elle porte la date de 1764 ». L'église fut complètement démontée vers 1889 en même temps que l'ancienne église de Bricqueville pour réduire les coûts de la nouvelle église[4]